# Terzanelle
Eine Terzanelle ist als Gedichtform das Resultat der Kombination aus Villanelle und Terzine. Sie umfasst insgesamt neunzehn Zeilen: fünf Terzette gefolgt von einem Quartett. Eine seltenere Form der Terzanelle umfasst insgesamt vierzig Zeilen bestehend aus zwölf Terzetten und einem abschließenden Quartett. Ihren Ursprung hat diese Gedichtform 1964 beziehungsweise 1965 in der Experimentierfreudigkeit des Autors Lewis Turco, deren Resultat das Werk Terzanelle in Thunderweather war. Es erschien erstmals im Juli 1965 unter dem Titel Terzanelle im The Michigan Quarterly Review, volume iv, number 3 und ist als Erstwerk eines der berühmtesten seiner Art.
Folgende Skizze soll den Aufbau und das Reimschema der gängigeren Variante der Terzanelle verdeutlichen:
Vers 1  (a)

Vers 2  (b)

Vers 3  (a)

Vers 4  (b)

Vers 5  (c)

Vers 2  (b)

Vers 6  (c)

Vers 7  (d)

Vers 5  (c)

Vers 8  (d)

Vers 9  (e)

Vers 7  (d)

Vers 10 (e)

Vers 11 (f)

Vers 9  (e)

Vers 12 (f)

Vers 1  (a)

Vers 11 (f)

Vers 3  (a)
Man bemerkt, dass diese Form der Terzanelle im Bereich der Terzette eine markante Regelmäßigkeit aufweist: die mittlere Zeile einer Strophe ist stets die letzte der nachfolgenden. Das abschließende Quartett besteht aus einer neuen Zeile, sowie der insgesamt ersten, elften und dritten Zeile.
Das Versmaß der Terzanelle ist der jambische Fünfheber mit vorrangig weiblicher Kadenz.
Da das Quartett am Ende der Terzanelle von großer Bedeutung für die Conclusio des Werkes und die Vermittlung der Intention des Autors ist, ist es so konstruiert, dass die beinhalteten Zeilen gleichermaßen gut den Kontext der vorherigen Strophen vermitteln und die Conclusio mit der gewünschten Wirkung bilden.
Die Herausforderung beim Verfassen einer Terzanelle ist es, trotz der vielen Versrepetitionen einen zusammenhängenden und inhaltlich sinnergebenden Text nieder zu bringen, während man sich an die restlichen formellen Vorgaben hält. Allerdings sind diese in der heutigen Zeit nicht mehr zwingend in aller Strenge einzuhalten. Es existieren bereits Werke diverser Internet-Poeten, in denen die Verse sieben- statt fünfhebig sind und nicht immer weibliche Kadenzen aufweisen.